# Jeanne Peiffer
Pour les articles homonymes, voir Peiffer.
Jeanne Peiffer, née le 20 août 1948 à Mersch (Luxembourg), est une historienne des mathématiques luxembourgeoise.

## Biographie
Jeanne Peiffer étudie à l'université du Luxembourg où elle devient ensuite professeure. Elle est actuellement directrice de recherche émérite au Centre Alexandre-Koyré, qui a pour tutelles l'EHESS et le CNRS.
Elle se consacre à l'étude des journaux scientifiques du XVIIe et du XVIIIe siècle, examinant d'un point de vue sociologique et historique la spécialisation des journaux mathématiques. Elle met aussi en perspective durant la Renaissance, les liens entre la géométrie et l'optique et l'utilisation de la lettre comme un médium de communication durant le XVIIIe siècle. Elle s'intéresse également au boudoir des dames au siècle des Lumières et aux ateliers d'artistes.
Elle coédite avec Pierre Costabel la correspondance de Jean Bernoulli et publie une traduction française de la géométrie d'Albert Dürer. Avec Amy Dahan-Dalmédico, elle écrit un ouvrage sur l'histoire des mathématiques destiné à un large public. De 1995 à 2015, elle est coéditrice de la Revue d'histoire des mathématiques et d'Historia Mathematica.

## Publications choisies
- avec Amy Dahan-Dalmédico, Une histoire des mathématiques, Québec, éditions Études vivantes, coll. « Routes et Dédales », 1982 (présentation en ligne)[1], réédité par les Éditions du Seuil, Paris,  (ISBN 2020091380), 1986, 4e édition 2001
- « Faire des mathématiques par lettres », Revue d'histoire des mathématiques, vol. 4, no 1,‎ 1998, p. 143-157 (lire en ligne)
- « Constructing perspective in sixteenth-century Nuremberg », dans Mario Carpo, Frédérique Lemerle (éd.), Perspective, Projections & Design. Technologies of Architectural Representation, London & New York, Routledge, 2007, 208 p. (ISBN 9780415402064), p. 65-76
- avec Jean-Pierre Vittu, « Les journaux savants, formes de la communication et agents de la construction des savoirs (17e-18e siècles) », Dix-Huitième Siècle, vol. 40, no 1,‎ 2008, p. 281-300 (lire en ligne)